# Вище гір
«Вище гір» — радянський художній фільм 1988 року, знятий режисером Болатом Омаровим на кіностудії «Казахфільм».

## Сюжет
Притча за нарисом Геннадія Бочарова. Лісник із далекого лісництва Абдрахман Бегімбетов все життя прожив у горах. Він розчищав схили, садив ялинки та яблуневі сади. Нелегким було його життя: події 37 року, Велика Вітчизняна війна, народження та смерть чотирьох дітей. Але попри всі удари долі, лісник продовжував працювати, сподіваючись, що природа, відроджена його руками, зрештою протистоїть людському злу.

## У ролях
- Гульзія Бєльбаєва — Магріпа
- Тасбулат Омаров — головна роль
- Байгалі Єсеналієв — роль другого плану
- Альберт Пєчников — роль другого плану
- Олександр Поляков — роль другого плану
- Марат Ломієв — роль другого плану
- Єрік Жолжаксинов — роль другого плану
- Каргамбай Сатаєв — роль другого плану
- Болат Омаров — роль другого плану
- Гульнара Рахімбаєва — роль другого плану
- А. Муханов — роль другого плану
- Ураз Дюсенов — роль другого плану
- Григорій Єфімов — роль другого плану

## Знімальна група
- Режисер — Болат Омаров
- Сценарист — Геннадій Бочаров
- Оператор — Болат Сулєєв
- Композитор — Алмабек Меїрбеков
- Художник — Олександр Ророкін